# Министерство внутренних дел по Республике Крым
Министерство внутренних дел по Республике Крым (сокр., Полиция Крыма) — территориальный орган МВД России в Республике Крым. Основными задачами ведомства являются обеспечение безопасности, прав и свобод граждан, пресечение и раскрытие преступлений, охрана общественного порядка.
МВД возглавляет начальник, которого назначает и отстраняет от должности Президент России по представлению Министра внутренних дел. В настоящее время руководителем МВД является Павел Каранда (назначен 8 сентября 2019 года, и. о. с 12 июля 2019).
Штаб-квартира: Симферополь, ул. Б. Хмельницкого, 4.

## История

### СССР
19 апреля 1921 года, когда на основании приказа № 332 Крымского революционного комитета начала функционировать Крымская областная Чрезвычайная комиссия. На основании некоторых сохранившихся архивных документов следует, что Крыммилиция в 1921—1922 годах именовалась Главмилицией республики и была наделена широкими полномочиями.
В ноябре 1921 года её возглавил член Коллегии НКВД Крыма Людвиг Людвигович Цынцарь. Именно в эти годы укрепляются и обновляются ряды милиции, которая продолжает вести упорную борьбу с бандитизмом. Постановлением Крымского ЦИК от 4 марта 1922 года Крымская ЧК была расформирована и на её основе создано Крымское Политуправление. В его штат входило 390 сотрудников. 8 января 1924 года Л. Цынцарь был освобождён от занимаемой должности и отправлен в длительный отпуск, в связи с тяжёлой болезнью. На его место назначен начальник Главного управления местами заключения (ГУМЗ) Крыма Ян Гомович Лаубец.
К концу 1922 года Наркоматом внутренних дел и Главным управлением милиции КрАССР разрабатывается и утверждается ряд положений, способствующих работе милиции, в частности, разрабатывается положение о временных видах на жительство. Выдача временных свидетельств возлагается исключительно на окружные управления милиции. В последующие годы работники крымской милиции продолжали наращивать усилия по охране порядка и общественной безопасности, теряя в схватках с бандитами своих товарищей. В 1928 году расследовалось уголовное дело Вели Ибраимова, в ходе следствия приобретшее политический характер. 
Летом 1934 года Крымполитуправление было переименовано в Управление НКВД СССР по Крымской АССР и существовало в этом виде до 1941 года. А одним из его первых начальников (с 1935 по 1937 год, позднее репрессирован, расстрелян) был Тите Илларионович Лордкипанидзе, 1896, родом из Кутаиса. В 1938 году Управление НКВД служило организационной базой для проведения Большого террора в Крыму. Были проведены массовые чистки в армии и флоте, партийных органах и органах власти. Отдельное большое дело (так называемое дело Самединова) расследовалось по крымскотатарским деятелям обвинённым в национализме. Подавляющее число осуждённых впоследствии реабилитировано. С октября 1937 по август 1938 народным комиссаром внутренних дел Крымской АССР был А. И. Михельсон (также репрессирован, расстрелян), одновременно начальник Особого отдела ГУГБ НКВД Черноморского флота. Этот период отмечен деятельностью особой тройки, созданной по приказу НКВД СССР от 30.07.1937 № 00447.
Органы НКВД и их кадры летом 1941 году использовались для организации истребительных батальонов и позднее Партизанского движения в Крыму на этапе подготовки, работники НКВД частично вошли в состав партизанских отрядов. С 1 июня 1942 года начальником УРКМ НКВД Крымской АССР был назначен Н. Д. Смирнов.
В марте 1946 года вместо управления НКВД по Крымской АССР было образовано УМВД Крымской области. В 1947 году его возглавил генерал-майор милиции А. Калинин. С лета 1951 года обязанности начальника крымской милиции временно исполнял заместитель начальника УМГБ по Крымской области полковник милиции Василий Александрович Погорело. С ноября 1952 года начальником управления назначается комиссар милиции 3-го ранга Виктор Петрович Колесников. Он же является одновременно заместителем начальника УМГБ. Его сменил в марте 1953 г. пользовавшийся значительным авторитетом у сотрудников милиции полковник органов госбезопасности Андрей Трифонович Рыжиков, который более 11 лет возглавлял крымскую милицию.

### Украина
В ноябре 1962 года Управление МВД по Крыму переименовывается в Управление охраны общественного порядка (УООП), и А. Т. Рыжиков переназначается начальником УООП Крыма.
Тяжёлые послевоенные будни унесли жизни многих преданных делу профессиональных милиционеров. При исполнении служебных обязанностей в это время погибли 50 человек. Следующей отправной точкой в развитии крымской милиции стала дата — 24 июля 1964 года, когда начальником УООП Крымоблисполкома становится Виталий Федорович Захаров. Комиссар 3-го ранга Виталий Захаров в должности начальника УООП и УВД Крымоблисполкома служил до 1972 года. С 1972 года Приказами МВД СССР и МВД УССР назначен начальником УВД Киева.
В июне 1969 года Управление охраны общественного порядка было преобразовано в Управление внутренних дел Крымоблисполкома. В 1972 году начальником УВД Крымоблисполкома утверждается его заместитель полковник милиции Анатолий Петрович Жорич, работавший ранее начальником отдела уголовного розыска. Ему присваивают звание генерал-майор милиции. Прослужив 13 лет в должности начальника УВД Крыма, в 1985 году генерал Жорич был выдвинут на руководящую работу в аппарат МВД СССР. С этого времени крымскую милицию возглавил Филипп Гавриилович Руснак.
26 апреля 1986 года произошла Чернобыльская катастрофа. 750 крымских пожарных и сотрудников крымской милиции принимали участие в ликвидации последствий аварии. В ликвидации последствий аварии участвовали 698 сотрудников органов внутренних дел Крыма. Более 100 из них стали инвалидами, 27 умерли от полученного радиоактивного облучения. Наиболее трудная и опасная работа в те дни выпала на долю пожарных и инспекторов ГАИ.
1991-й год ознаменовался развалом огромной системы, временем расцвета спекуляции, «челночничества» и «лохотронов», а также формированием бандитских группировок и «бригад» из бывших спортсменов и отпетых уголовников. С 1991 по 2005 года милицией Крыма руководили: Филипп Гавриилович Руснак, Николай Иванович Гамиев, Александр Никифорович Плюта, Валерий Евгеньевич Кузнецов, Валерий Серафимович Чернышов, Виталий Николаевич Кириченко, Михаил Васильевич Корниенко, Геннадий Геннадьевич Москаль, Юрий Федорович Селезнев, Николай Петрович Паламарчук.
18 мая 1994 года Указом Президента Украины МВД Республики Крым реорганизовано в Главное управление внутренних дел в Крыму.
С 2005 по 2007 год Главным управлением МВД Украины в Автономной Республике Крым руководил Владимир Петрович Хоменко. Ему на смену пришёл Анатолий Владимирович Могилёв. В 2007-м он был назначен начальником ГУ МВД Украины в АР Крым, а позже — заместителем Министра — начальником Главка милиции Крыма.
С 11 марта 2010 года Анатолий Владимирович назначен Министром внутренних дел Украины. В декабре 2007 года временно исполнял обязанности начальника Главного управления МВД Украины в АР Крым Николай Александрович Ильичев. 18 июня Ильичев был назначен начальником ГУМВД Украины в Крыму.
С 20 августа 2009 года заместителем Министра ВД Украины — начальником Главного управления МВД Украины в Автономной Республике Крым назначен Геннадий Геннадьевич Москаль.
С марта 2010 года должность заместителя Министра — начальника ГУМВД Украины в АР Крым занимал Александр Анатольевич Просолов.
27 мая 2011 года приказом Министра внутренних дел Украины на должность начальника Главного Управления МВД Украины в АР Крым был назначен Сергей Дмитриевич Резников.
С 22 февраля 2012 года ГУ МВД Украины в АР Крым возглавлял генерал-майор милиции Михаил Анатольевич Слепанев.

### Под контролем РФ
После захвата Крыма Россией ведомство возглавлял Абисов, Сергей Вадимович (26 марта 2014 — 4 июня 2018)
МВД Республики Крым возглавляет начальник, которого назначает и отстраняет от должности Президент России по представлению Министра внутренних дел РФ. В настоящее время руководителем МВД является Павел Каранда (назначен 8 сентября 2019 года, и. о. с 12 июля 2019).

## Названия
- 13 июля 1934 года — образовано Управление Наркомата внутренних дел Крымской АССР;
- 16 февраля 1937 года — Наркомат внутренних дел Крымской АССР;
- 5 июля 1945 года — образовано Управление Наркомата внутренних дел по Крымской области;
- март 1946 года — переименовано в Управление МВД по Крымской области;
- 1956 год — преобразовано в Управление внутренних дел исполнительного комитета Крымского областного Совета;
- 1962 год — переименовано в Управление охраны общественного порядка исполнительного комитета Крымского областного Совета;
- 1968 год — переименовано в Управление внутренних дел исполнительного комитета Крымского областного Совета;
- 22 марта 1991 года — преобразовано в Управление внутренних дел Крымской АССР (с 1992 года — Республики Крым);
- 9 июля 1993 года — преобразовано в Министерство внутренних дел Крыма;
- 18 мая 1994 года — указом президента Украины преобразовано в Главное управление Министерства внутренних дел Украины в Крыму;
- 25 марта 2014 года — создано Министерство внутренних дел по Республике Крым (согласно позиции России);
- 2015 год — создано Главное Управление Национальной полиции в Автономной Республике Крым и г. Севастополе (согласно позици Украины).

## Руководство МВД Крыма

### Начальники Управления наркомата внутренних дел Крымской АССР
- Салынь, Эдуард Петрович (15 июля — 17 декабря 1934)
- Лордкипанидзе, Тит Илларионович (2 января 1935 — 16 февраля 1937)

### Наркомы внутренних дел Крымской АССР
- Лордкипанидзе, Тите Илларионович (16 февраля — 29 июня 1937)
- Павлов, Карп Александрович (29 июня — 20 октября 1937)
- Михельсон, Артур Иванович (20 октября 1937 — 4 августа 1938)
- Якушев, Лаврентий Трофимович (4 августа — 18 декабря 1938)
- Каранадзе, Григорий Теофилович (19 декабря 1938 — 26 февраля 1941)
- Фокин, Петр Максимович (26 февраля — 31 июля 1941)
- Григорий Каранадзе (31 июля 1941 — 17 декабря 1942)
- Сергиенко, Василий Тимофеевич (5 октября 1943 — 5 июля 1945)

### Начальники УВД Крымской области
- Сергиенко, Василий Тимофеевич (5 июля 1945 — 9 сентября 1946)
- Калинин, Андрей Самсонович (1947 — 19 января 1949)
- Запевалин, Михаил Александрович (19 января — 20 декабря 1949)
- Вяткин, Михаил Васильевич (20 декабря 1949—1951)
- Погорелый, Василий Андреевич (1951 — ноябрь 1952)
- Колесников, Виктор Петрович (ноябрь 1952 — март 1953)
- Рыжиков, Андрей Трофимович (март 1953 — ноябрь 1962)

### Начальники Управления охраны общественного порядка Крымской области
- Рыжиков, Андрей Трофимович (ноябрь 1962 — 24 июля 1964)
- Захаров, Виталий Федорович (24 июля 1964 — июнь 1969)

### Начальники УВД Крымской области
- Захаров, Виталий Федорович (июнь 1969 — 27 сентября 1972)
- Жорич, Анатолий Петрович (27 сентября 1972 — 4 мая 1985)
- Руснак, Филипп Гаврилович (4 мая 1985 — 25 октября 1991)
- Гамиев, Николай Иванович (25 октября 1991 — 17 сентября 1993)

### Министры внутренних дел Крыма
- Плюта, Александр Никифорович (1993—1994)
- Кузнецов, Валерий Евгеньевич (17 сентября 1993 — 11 апреля 1994)

### Начальники ГУ МВД Украины в Автономной Республике Крым
- Чернышев, Валерий Серафимович (11 апреля — сентябрь 1994)
- Кириченко, Виталий Николаевич (сентябрь 1994 — ноябрь 1995)
- Корниенко Михаил Васильевич (ноябрь 1995 — сентябрь 1997)
- Кочегаров, Олег Дмитриевич (сентябрь — 27 октября 1997)
- Москаль, Геннадий Геннадиевич (27 октября 1997 — 4 мая 2000)
- Селезнев, Юрий Федорович (4 мая 2000 — июль 2001)
- Паламарчук, Николай Петрович (июль 2001 — февраль 2005)
- Хоменко, Владимир Петрович (февраль 2005 — 3 февраля 2007)
- Могилёв, Анатолий Владимирович (3 февраля — 24 декабря 2007)
- Ильичев, Николай Александрович (24 декабря 2007 — 19 августа 2009)
- Москаль, Геннадий Геннадьевич  (19 августа 2009 — 4 февраля 2010)
- Бидашко, Евгений Андреевич (4 февраля — 15 марта 2010) и. о.
- Рудяк, Александр Владимирович (15 — 17 марта 2010) и. о.
- Просолов, Александр Анатольевич (17 марта 2010 — 15 апреля 2011)
- Резников, Сергей Дмитриевич (15 апреля 2011 — 29 декабря 2012)
- Слепанев, Михаил Анатольевич (29 декабря 2012 — 13 ноября 2013)
- Радченко, Валерий Васильевич (13 ноября 2013 — 28 февраля 2014)
- Авруцкий, Игорь Яковлевич (28 февраля — 1 марта 2014), и. о.
- Абисов, Сергей Вадимович (1 — 26 марта 2014), и. о.

### Министры внутренних дел по Республике Крым
- Абисов, Сергей Вадимович (26 марта 2014 — 4 июня 2018)[5]
- Каранда Павел Леонидович (и.о) (4 июня — 28 августа 2018)
- Торубаров, Олег Иванович (28 августа 2018 — 11 июля 2019)
- Каранда Павел Леонидович (12 июля — н. в.)